# Dormition aux nuages
La Dormition aux nuages ou Dormition Oblatchnoe (en langue russe : «Облачное Успение» signifiant littéralement la Dormition nuageuse) est une icône russe de la fin du XIIe  — début du  XIIIe siècle, originaire du monastère Deciatinni à Novgorod en Russie. Elle fait partie actuellement des collections de la Galerie Tretiakov. Elle y entra en 1933 en provenance du musée de Novgorod. Elle fut redécouverte et mise en valeur au sein des collections en 1935 par le critique d'art I. I. Souslov.
Le niveau de conservation est bon, malgré quelques pertes de peinture. Elle est peinte sur une planchette en bois. La partie supérieure et la partie inférieure restent sans plâtre de couverture. Il est probable que l'icône a été conçue à l'origine pour être dans un encadrement, dans une riza attachée à l'endroit où le bois est resté nu.

## Iconographie
La Dormition de la Sainte Vierge est représentée sur cette icône dans une version complexe. Elle se distingue par la présence de l'archange saint Michel représenté, presque en miniature, dans la partie supérieure de l'image, portant vers le ciel l'âme de la Vierge Marie. Quatre anges se portent vers Jésus-Christ pour prendre cette âme de ses mains. L'âme est représentée comme le corps d'un enfant emmailloté dans des bandages. De chaque côté du lit sur lequel gît Marie, sont représentés les apôtres. Ceux-ci sont également représentés dans la partie supérieure de l'icône, arrivant dans des nuages pour saluer la Vierge. Ce type de représentation avec des nuages portant les apôtres est apparu au XIe siècle à partir de descriptions de textes apocryphes.
C'est une scène devenue ensuite traditionnelle dans l'iconographie russe. Les apôtres en deuil sont représentés en deux rangées à côté du lit funèbre. Leurs pieds touchent à peine le sol. Devant le lit sont représentées les pantoufles rouges de Marie (qu'elle porte par ailleurs aux pieds, comme pour indiquer deux positions successives). Derrière le lit, se trouvent deux chandeliers. L'académicien Victor Lazarev note l'influence byzantine de cette icône de cette manière : le groupe des apôtres à droite est le plus grec avec des visages de type de l'Art de la dynastie comnène (kominovski), plus mûrs et plus expressifs, alors que le groupe de gauche a des visages plus doux et plus impersonnels sur lesquels on ne retrouve pas clairement le type gréco-byzantin.